# Burmesische Badmintonmeisterschaft 1955
Die Burmesische Badmintonmeisterschaft 1955 fand in Rangun statt. Es war die siebente Auflage der nationalen Titelkämpfe von Myanmar (Burma) im Badminton.

## Titelträger
| Disziplin    | Sieger                  |
| ------------ | ----------------------- |
| Herreneinzel | Khin Maung Aye          |
| Dameneinzel  | Ma Chin Chu             |
| Herrendoppel | Aung Myint Myint Htoon  |
| Damendoppel  | Woolleston M. Raymond   |
| Mixed        | Myint Htoon Khin Su Win |